# Friedrich Zacharias Saltzmann
Friedrich Zacharias Saltzmann, auch Salzmann (* 3. Januar 1731 in Charlottenburg; † 10. November 1801 in Potsdam) war ein Königlicher Hofgärtner im Terrassenrevier von Sanssouci in Potsdam.

## Leben und Wirken

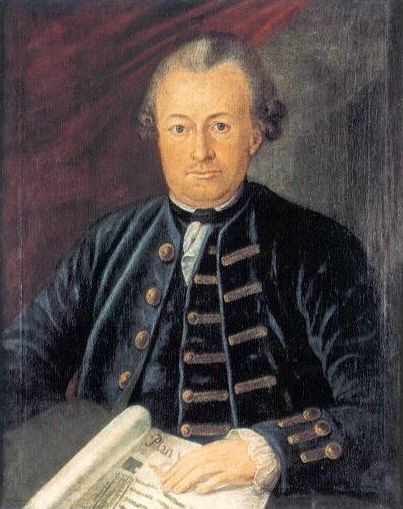
Friedrich Zacharias Saltzmann, um 1780

Friedrich Zacharias Saltzmann war das dritte von vierzehn Kindern des Hofgärtners im Schlossgarten Charlottenburg Joachim Arndt Saltzmann und der Margarethe Elisabeth, geborene Lohmann. Wie sein Vater lernte er den Gärtnerberuf und erhielt die Ausbildung von 1746 bis 1749  bei seinem Onkel, dem Apothekengärtner Johann Friedrich Michelmann, im Botanischen Garten der Königlichen Akademie der Wissenschaften in Schöneberg. Nach Abschluss der Lehrzeit trat Saltzmann im April 1750 die mehrjährige Wanderschaft an, die ihn zunächst nach Großsedlitz bei Dresden führte und im Oktober über Meißen und Hubertusburg bis nach Leipzig. Von dort zog er im Januar 1751 über Dux, Prag und Eisgrub nach Wien, wo er elf Monate tätig war und die bekannten Parkanlagen besichtigte. Ende des Jahres brach er mit dem Ziel Italien zunächst Richtung Ungarn auf und gelangte über Pressburg, Bruck an der Leitha, Eisenstadt sowie Venedig, Rom, Pula und Manfredonia nach Neapel, wo er nach eigenen Angaben in seiner Publikation über Küchengärtnerei im Jahr 1753 tätig war und in der er auch erwähnt ein Jahr in England gewesen zu sein.
Während des Siebenjährigen Krieges nahm er bei der Hannoverschen 4. Armee als Proviantkommissarius teil und kehrte 1760 vermutlich nur kurzzeitig nach Charlottenburg zurück, da er ebenfalls um 1760 in Pyrmont Carolina Wilhelmina Hofmann (1738–1803) heiratete, die Tochter eines Kaufmanns aus Peine. In den folgenden Jahren wechselte Saltzmann wahrscheinlich aus dem erlernten Beruf zum Gastwirt, denn anlässlich der Taufe seiner im Januar 1766 geborenen Tochter Maria Carolina Catharina Lucia ist er im Kirchenbuch der Ortschaft Oesdorf, einem heutigen Stadtteil von Bad Pyrmont, als Postmeister eingetragen, zu dessen Aufgaben sehr oft auch die Bewirtung der Reisenden an der Poststation gehörte.
Nach dem Tod des Gärtners in der Melonerie (Treiberei) in Sanssouci, Johann Heinrich Krutisch, berief ihn Friedrich II. 1766 nach Potsdam. Dort ist er am 3. Januar 1767 zum ersten Mal vor Ort nachweisbar, als er gemeinsam mit dem Bruder des Verstorbenen, dem Hofgärtner des Terrassenreviers und der Melonerie, Philipp Friedrich Krutisch, eine Empfangsbestätigung von Blumen quittierte. Saltzmann war Krutisch zur Unterstützung zugeteilt worden, aber die Zusammenarbeit gestaltete sich schwierig. Saltzmann griff […] in die Rechte des Krutisch ein, handelte selbstständig, […], und so entstand ein heftiger Streit zwischen beiden. Krutisch, alt und ruhig, Saltzmann, jung, anmaßend, ja grob, er musste aber wohl begünstigt sein, […] und so befahl er [der König] die Teilung des Krutisch’schen Revieres […] und übertrug Saltzmann mit Kabinettsorder vom 12. Juli 1767 […] das ganze Ober-Theil des Berges von Sans Souci, nebst dem Feigen-Hause, Kirsch-Gartens und das Bysangshauß [Bananenhaus]. Als Saltzmann das Revier erhielt, waren die Arbeiten an den Weinbergterrassen auf der Südseite des Schlosses Sanssouci bereits abgeschlossen, sodass zwischen 1773 und 1786 nur noch die Verglasung der Terrassen erfolgte, um das Tafelobst früher ernten zu können. Außerdem gestaltete er das westlich angrenzende Wild- und Jagdrevier, den sogenannten Rehgarten, in eine waldartige Parklandschaft um.
Nach dem Ableben Friedrich Zacharias Saltzmanns, berichtete der Hofmarschall und Gartenintendant Valentin von Massow dem König Friedrich Wilhelm III. am 29. November 1801, dass am 10. 11. d. Js. der Hofgärtner Saltzmann zu Sanssouci in seinem 71. Lebensjahr und 35. Dienstjahr an der Brustwassersucht gestorben [sei]. Ew. Königl. Majestät verlieren in diesem Mann einen treuen Diener, geschickten und vorzüglich rechtschaffenen Mann, der ausschließlich vor allen anderen Gärtnern seinen Dienst mit Eifer und besonders mit Rechtschaffenheit geführet und sich nie Vorteile erlaubt hat, […]. Er hinterlässt eine Witwe, 9 Kinder und 6 Enkel, […]. Als Nachfolger im Terrassenrevier wurde der 1777 geborene Sohn Johann Zacharias († 1810) berufen.
Zwei weitere Söhne, die ebenfalls den Gärtnerberuf erlernt hatten, gingen ins Ausland.
Der ältere Johann Georg Nikolaus (1764–1831) war als Hofgärtner in der Anlage des Klosters Oliva bei Danzig und in der Umgebung tätig. Georg zog an den russischen Hof und erhielt eine Hofgärtnerstelle in der Schlossanlage Peterhof.

## Schriftstellerische Tätigkeiten

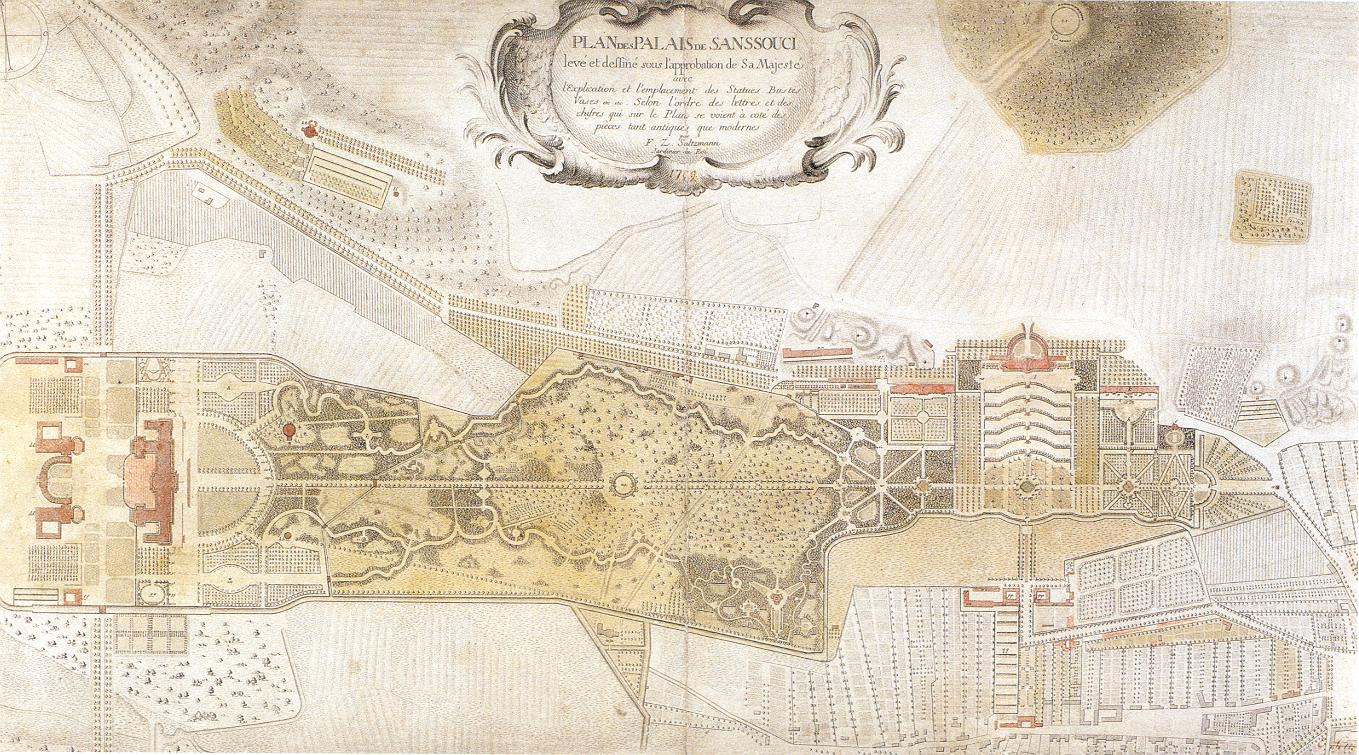
Plan des friderizianischen Parks Sanssouci, 1772. Kupferstich von Johann Friedrich Schleuen nach der Zeichnung von Friedrich Zacharias Saltzmann

Von den friderizianischen Gärtnern hob sich Friedrich Zacharias Saltzmann besonders durch seine Publikationstätigkeit hervor. Er war der erste im Land geborene preußische Hofgärtner, der seine Erfahrungen in Büchern veröffentlichte und eine Pomologie sowie ein zweiteiliges Werk über Küchengärtnerei herausgab, die später noch einmal in einer zweiten Auflage erschienen. In Erinnerung geblieben ist Saltzmann aber vor allem durch den von ihm selbst gezeichneten und 1772 von Johann Friedrich Schleuen in Kupfer gestochenen Plan des Parks Sanssouci, zu dem er eine vierzig Druckseiten umfassende Erklärung eines […] Haupt-Plans derer Palais und Gärten zu Sans-Souci beifügte. Der bis heute beste und bekannteste Gesamtplan der friderizianischen Parkanlage war der Schwester Friedrichs II., der verwitweten schwedischen Königin Luise Ulrike von Preußen gewidmet und zeigt zum großen Teil die gärtnerische Gestaltung durch Saltzmann, wie den Rehgarten im Mittelteil der Anlage. Wegen der kunstvollen Darstellung wurde er 1786 von Friedrich Nicolai in dessen dritten Band „Beschreibung der königlichen Residenzstädte Berlin und Potsdam, […]“ in die „Anzeige der vornehmsten, jetzt in Berlin, Potsdam und der umliegenden Gegend lebenden Gelehrten, Künstler und Musiker“ aufgenommen. Um 1779 veröffentlichte der französische Kartograf Georges Louis Le Rouge einen Nachstich des Sanssouci-Plans in seiner Kupferstichserie Jardins anglo-chinois à la mode, ohne jedoch den ursprünglichen Verfasser Saltzmann zu nennen.
Saltzmann bekam aber nicht nur Anerkennung, sondern erntete auch heftige Kritik von Seiten des Kieler Philosophieprofessors und Gartentheoretikers Christian Cay Lorenz Hirschfeld, der den neuen englischen Gartenstil propagierte und Saltzmanns spätbarocke Gartenkunst in Sanssouci, beziehungsweise die Mischung von Nutz- und Ziergarten ablehnte. Der in aller Öffentlichkeit ausgetragene Disput begann mit einer neunseitigen Kritik Hirschfelds in dessen „Gartenkalender auf das Jahr 1784“, woraufhin Saltzmann in seinen Publikationen mit einer insgesamt 36-seitigen Zurechtweisung für den holsteinischen Recensenten und Gegenkritik an Hirschfelds Gartenkalender antwortete. Grundsätzlich war Saltzmann dem englischen Landschaftsgarten nicht abgeneigt, hielt ihn aber aufgrund der exotischen Gehölze und empfindlichen Rasenflächen für England besser geeignet. Alle Nachahmungen in unserem Klima werden immer weit zurückbleiben, schrieb er in der Zurechtweisung […]. Als Mitglied des 1791 in Potsdam gegründeten Vereins „Märkische Ökonomische Gesellschaft“ verfasste er neben den Buchprojekten zudem Aufsätze in den „Annalen der Märkischen Ökonomischen Gesellschaft“.

## Publikationen
- Erklärung eines in Kupfer gestochenen, Ihro Königl. Majestät der verwittweten Königinn von Schweden […] dedicirten Haupt-Plans derer Palais und Gärten zu Sans-Souci. 1. Auflage 1772; 2. Auflage 1779.
- Pomologie oder Fruchtlehre, enthaltend eine Anweisung, alles in freier Luft unseres Klimas wachsende Obst, an seiner Farbe, Gestalt, Geschmack und dem Namen nach zu erkennen; nebst einer kurzgefaßten Nachricht von der Kultur dieser Bäume. Zum Besten aller Anfänger der Gartenwissenschaft. Potsdam 1774; 2. Auflage, Berlin 1793.
- Das zweiteilige Werk: Gründliche Anweisung, wie man allerley Küchengewächse und Specereykräuter durchs ganze Jahr behandeln soll, wie sie sowol auf französische, als holländische Art früh und spät zu haben und zu erhalten, nach unserem Clima zu richten, auch der Gesundheit nützlich oder schädlich sind. Band 1, Berlin 1781; Band 2, Berlin 1783 unter dem Titel: Kurzgefaßte; aber doch ausführliche; holländische Frühtreiberey, das ist, Anweisung, wie allerley Früchte und Blumen auf die beste und wohlfeilste Art zu ziehen sind, […].
- Zweiter Theil des Küchengartens nebst einem auf beide Theile eingerichteten Gartenkalender und Kupfertafeln. 2. Auflage vom 1. Band 1786, mit dem Untertitel Nebst beygefügter unmaßgeblicher Zurechtweisung für den holsteinischen Recensenten der ersten Auflage und die 2. Auflage vom 2. Band 1787.
- Ueber das Vertilgen von Ameisen, in: Annalen der Märkischen Ökonomischen Gesellschaft, 1, 1791, Nr. 1, S. 25f.
- Abhandlung über Vermehrung und sichere Anpflanzung des Nadelholzes überhaupt, in: Annalen der Märkischen Ökonomischen Gesellschaft, 1, 1793, Nr. 2, S. 121 ff.